# الغزاوية
الغزاوية إحدى قرى مركز طوخ التابع لمحافظة القليوبية بجمهورية مصر العربية.

## السكان
بلغ عدد سكان الغزاوية 3,110 نسمة، حسب الإحصاء الرسمي لعام 2006.